# Biflustra arborescens
Biflustra arborescens är en mossdjursart som först beskrevs av Ferdinand Canu och Ray Smith Bassler 1928.  Biflustra arborescens ingår i släktet Biflustra och familjen Membraniporidae.
Artens utbredningsområde är Mexikanska golfen. Inga underarter finns listade i Catalogue of Life.